# 猫的智力

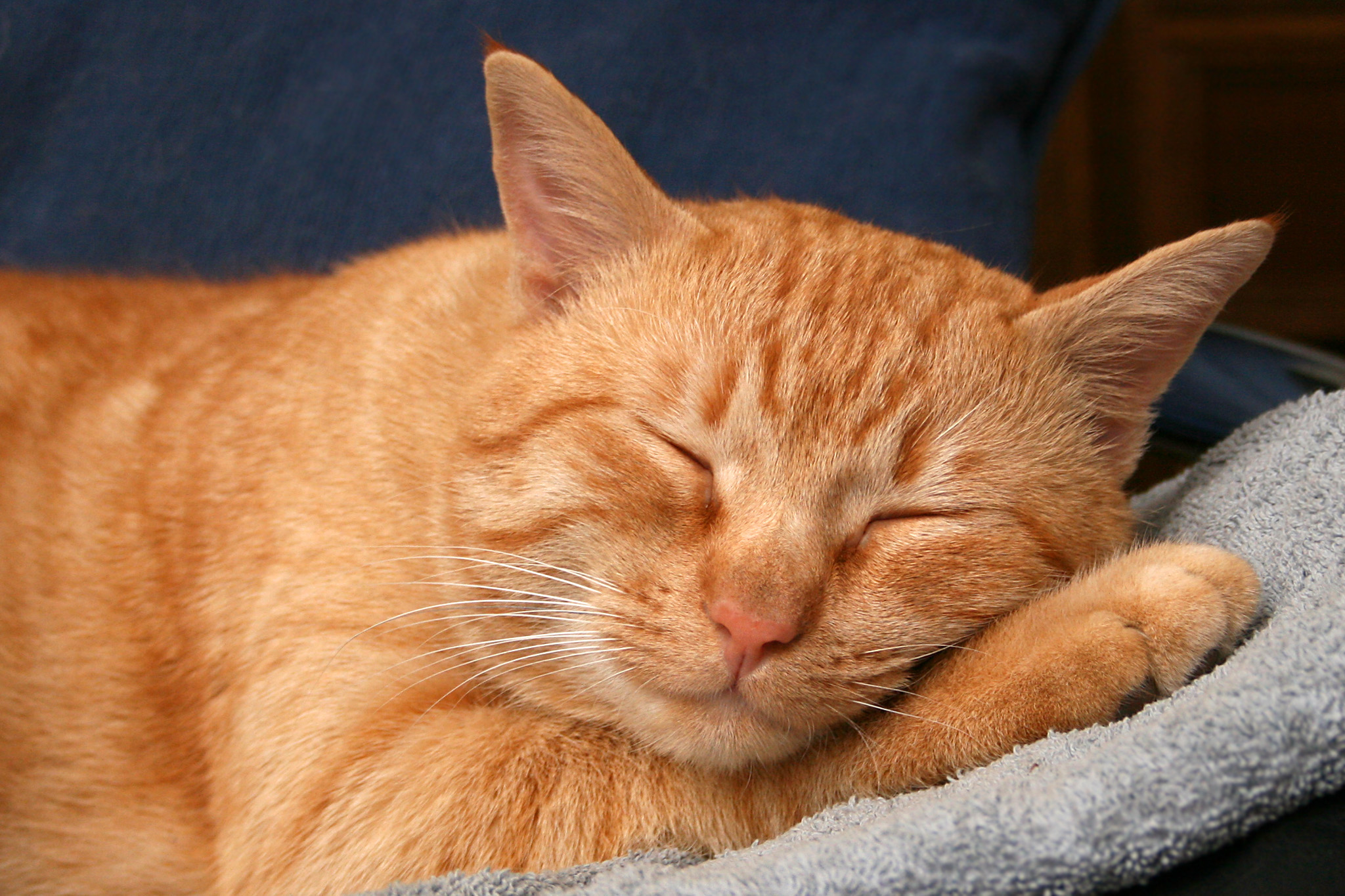
一只正在睡觉的猫，猫也像人类一样会做长且含有复杂场景和事件的梦

猫的智力是指猫解决问题和适应其周边环境的能力。研究者们已经发现猫能在不同的情况下运用自己所积累的知识、表达自己的需求以及对训练提示作出反应。

## 猫的大脑

### 脑容量
家猫的大脑大小约为五厘米长，重量在25到30克之间。假设一只猫的身长是60厘米而重量是3.3千克，那么这只猫的大脑重量是它整个身体的0.91%，与人类的2.33%有很大区别。根据脑化指数来看的话，指数大于一的动物属于脑袋大的那一类，反之亦然。而猫的脑化指数是1到1.71之间，人类的脑化指数为7.44到7.8。
猫科动物中有最大大脑的种类是是爪哇岛和巴厘岛的老虎。 脊椎动物的大脑大小和智力之间是否存在因果关系比较有争议。很多实验都证明了这些因素之间的联系性。但是，相关性并不意味着因果关系。大部分关于大脑大小与智力相关性的实验都基于这样一个假设，也就是“复杂的行为需要复杂（也就是聪明）的大脑才能做出来”。然而这种说法并没有得到一贯的证明。     
猫大脑皮层的表面积大概是83cm²（平方厘米）。

### 脑部结构
根据塔夫茨大学兽医学院的研究人员的说法，人类和猫的大脑的物理结构非常相似。 人脑和猫脑都有大脑皮层，并且还有相似的叶。  据报道，猫脑中的神经元数量为2.03亿。  对猫脑的一项分析还指出，猫脑被分为许多用于处理任务的不同区域，由辐条式网络链接在一起。 这种连接方式能让猫的大脑拥有处理复杂环境以及做出快速反应的能力。
人和猫的大脑都是回旋脑，意思是人脑猫脑都有表面褶皱。   猫的丘脑结构包括有下丘脑、 上丘脑、外侧膝状体核 和其他二级核结构等部位。